# Sternacanthus picicornis
Sternacanthus picicornis är en skalbaggsart som beskrevs av Thomson 1860. Sternacanthus picicornis ingår i släktet Sternacanthus och familjen långhorningar. Inga underarter finns listade i Catalogue of Life.